# エバスコ
エバスコ（EBASCO,The Electric Bond and Share Company)は1905年にゼネラル・エレクトリックの電気事業の証券を売却した持株会社を起源としたアメリカ合衆国の企業である。GEはこの持株会社を通じて電力会社を系列化し、自社の重電設備を販売することによって高いシェアを獲得した。1920年から1925年の間で見ると、EBASCO系列で概ね9割以上、アメリカの電力会社全体でも発電機で63.1%のシェアを持っておりその寡占性は明らかであった。当社は1935年公益事業持株会社法施行の後再構築された。その後、EBASCOの名で知られ、業容としては工学的なコンサルティングと建設工事を事業とした。他には原子力発電所の設計業務がある。1993年、EBASCOはレイセオンに売却され、レイセオンの子会社であるUnited Engineers and Constructorsの一部となった。

## 日本との関わり
日本の原子力発電草創期より深く関係している。日本原子力研究所東海研究所に日本最初の軽水炉であるJPDRが建設された際も、その土木建築関係および原子炉を除く全般の設計と工事を担当し、GE本体は原子炉関係機器の設計と燃料、制御機器等の製作を担当した。その後、福島第一原子力発電所の建設の際にも1号機の設計業務を受注した。